# Dolichomitus mesocentrus
Dolichomitus mesocentrus là một loài tò vò trong họ Ichneumonidae.